# جيفري دانيال
جيفري دانيال (بالإنجليزية: Jeffrey Daniel)‏ هو موسيقي ومغني أمريكي، ولد في 24 أغسطس 1955 في لوس أنجلوس في الولايات المتحدة.

## وصلات خارجية
- جيفري دانيال على موقع IMDb (الإنجليزية)
- جيفري دانيال على موقع قاعدة بيانات الفيلم (الإنجليزية)